# Réseau des Deux-Sèvres
Pour les articles homonymes, voir RDS.
Le réseau des Deux-Sèvres ou RDS est le réseau de transport interurbain du département des Deux-Sèvres, autrefois géré par le Conseil départemental des Deux-Sèvres et actuellement régi par la région Nouvelle Aquitaine. Le réseau couvre tout le département à l'exception de Niort et Bressuire qui disposent de leur propre réseau de transport.

## Historique

### 1989: création du réseau R.D.S.
La Loi sur l'Organisation des Transports Intérieurs (L.O.T.I.) de décembre 1982, prévoit que les services "réguliers" doivent être conventionnés. Le service Transports du Conseil Général des Deux-Sèvres (qui a la responsabilité totale des transports à l'intérieur du Département) essaye donc de réorganiser à la fin des années 80 l'ensemble des Transports voyageurs dans le département. Un réseau "armature" a été créé (avec la SCETA, filiale de la SNCF) avec pour grands axes :
- CHOLET-MAULEON-BRESSUIRE-PARTHENAY
- THOUARS-PARTHENAY-NIORT
- Courlay-BRESSUIRE-Airvault-THOUARS-Moncontour-POITIERS
C'est en 1989 qu'a été officiellement créé ce réseau, les entreprises exploitant les services réguliers étant LUCET, DEVAULT, RAPIDES GÂTINAIS, CASA et BAUDIN.
Parallèlement, le Conseil Général exige que les cars circulant sur les lignes principales du réseau aient une livrée dessinée par GRAPHIBUS NANTES où l'on retrouve le bleu des rivières, le vert des prairies et bien sûr le logo des Deux-Sèvres.
Ainsi, la SCETA gère tout le réseau des Deux-Sèvres : billetterie, horaires et commercialisation.
De 1989 à 1993, les transporteurs concernés ont donc reçu des nouveaux cars aux couleurs du réseau, des types Renault FR1, Renault Tracer, Renault S53RX, Setra S215UL, Setra S215HRIGT, Bova Futura, Volvo B10M et Mercedes 0303. Un Renault Tracer a même été mis en service au nom de "Sceta Voyages".

### 1998: premier renouvellement des marchés.
En 1998, conformément à la loi SAPIN, tous les services de transports réguliers de voyageurs du département sont remis en jeu. Il s'agit du premier renouvellement des marchés pour les transporteurs de ce réseau.
Voici les 21 lignes effectives lors de l'année scolaire 2004-2005, à la veille des renouvellements du marché. Une carte a été dessinée, regroupant l'ensemble des lignes.
| No        | Parcours en 2004-2005                            | Transporteur en 2004-2005         | Horaires |
| --------- | ------------------------------------------------ | --------------------------------- | -------- |
| 10 a 10 b | Niort ↔ Parthenay Niort ↔ Thouars                | EFFIA Voyageurs, SCODEC           | ,        |
| 11        | Parthenay ↔ Bressuire ↔ Mauléon ↔ Cholet         | EFFIA Voyageurs, SCODEC           | [ 5 ]    |
| 10/11     | Niort ↔ Parthenay ↔ Bressuire ↔ Mauléon ↔ Cholet | EFFIA Voyageurs, SCODEC           | [ 6 ]    |
| 12        | Thouars ↔ Poitiers                               | EFFIA Voyageurs, Voyages Bertrand | [ 7 ]    |
| 20        | Marais Poitevins ↔ Niort                         | CASA                              | [ 8 ]    |
| 21        | Mauzé-sur-le-Mignon ↔ Niort                      | CASA                              | [ 9 ]    |
| 24        | Pamproux ↔ St Maixent l'École ↔ Niort            | CASA                              | [ 10 ]   |
| 30        | St Maixent l'École ↔ Parthenay                   | Rapides Gâtinais                  | [ 11 ]   |
| 33        | François ↔ Chauray ↔ Niort                       | Rapides Gâtinais                  | [ 12 ]   |
| 40 a 40 b | Sauzé-Vaussais ↔ Niort Aiffres ↔ Niort           | BAUDIN                            | ,        |
| 50        | Chef Boutonnes ↔ Melle ↔ Niort                   | CITRAM Poitou Charentes           | [ 15 ]   |
| 60/61     | Coulonges sur l'Autize ↔ Niort                   | DEVAULT                           |          |
| 62        | Ste Ouenne ↔ St Maxire ↔ Niort                   | Rapides Gâtinais                  |          |
| 70        | Nueil-les-Aubiers ↔ Argenton-Château ↔ Thouars   | SCODEC                            |          |
| 79        | Bouillé-Loretz ↔ Argenton l'Église ↔ Thouars     | Rousselot                         |          |
| 80        | Bressuire ↔ Niort                                | LUCET                             |          |
| 81        | Le Busseau ↔ Moncoutant ↔ Bressuire              | LUCET                             |          |
| 82        | Vihiers ↔ Argenton-Château ↔ Bressuire           | LUCET                             |          |
| 99        | Nueil-les-Aubiers ↔ Bressuire                    | Richou                            |          |

### 2005: deuxième renouvellement du marché
En 2005 a eu lieu le premier renouvellement du marché. Pour cette occasion est apparue une nouvelle décoration : les cars sont de couleur bleu ciel, avec le logo RDS sur les côtés. Une nouvelle carte du réseau est créée, et de nouveaux horaires sont aménagés,.

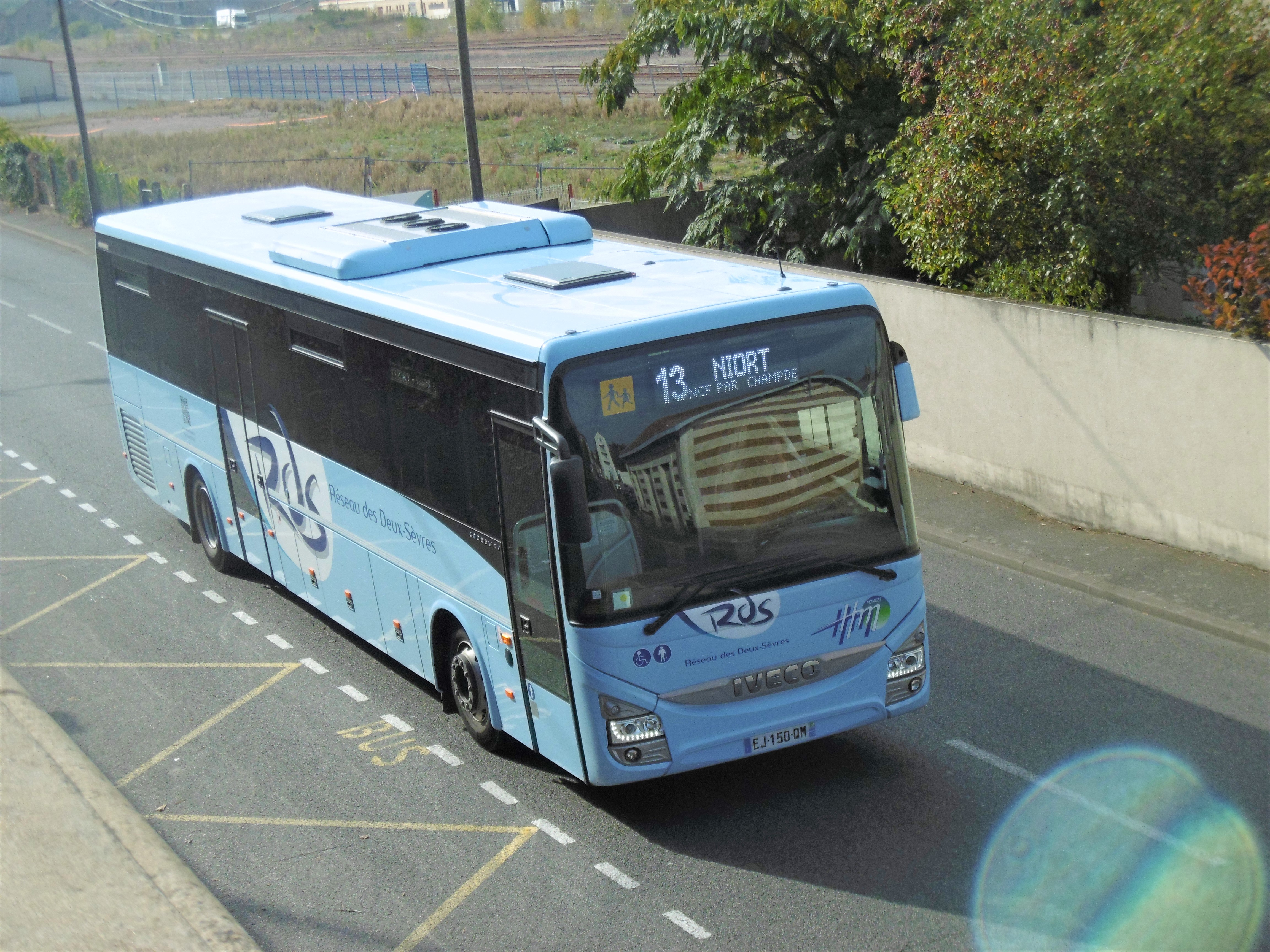
Iveco Crossway R.D.S de chez HM Voyages portant la décoration créée en 2005

Lors de ce renouvellement du marché, les transporteurs du département ont reçu de nouveaux autocars dont certains neufs et aux nouvelles couleurs du R.D.S, du type Irisbus Ares, Mercedes Integro ou encore Van Hool T915.
Les exploitants des lignes régulières R.D.S. pendant la période de l'été 2005 à l'été 2013 étant : CASA Autocars, HM Voyages, Transdev-Veolia Poitou Charente, Voyages Bertrand, Voyages Devault, Voyages Rousselot, Voyages Baudin, A.V.S. 1000, Brochard Voyages, Voyages Chargelègue et SCODEC.
Fin 2007, une nouvelle ligne est créée, la 19. Elle est assurée par les entreprises SCODEC et Bertrand, et fait le circuit suivant : Mauléon - Cerizay - Bressuire - Niort. Par la suite, en 2013, le tracé et les horaires ont été modifiés, avec un départ de Cerizay sans passage par Bressuire, et une augmentation des fréquences. Ce nouveau circuit a fusionné avec celui de la ligne 15 (Coulonges ↔ Niort) pour ne former qu'une seule et unique ligne.
| No                        | Parcours en 2005-2006                           | Transporteur en 2005-2006 |
| ------------------------- | ----------------------------------------------- | ------------------------- |
| 10 10/12                  | Thouars ↔ Parthenay Thouars ↔ Parthenay ↔ Niort | HM Voyages HM Voyages     |
| 11                        | Bressuire ↔ Parthenay                           | AVS 1000                  |
| 11/12/13                  | Bressuire ↔ Parthenay ↔ Niort                   | HM Voyages                |
| 11/14                     | Parthenay ↔ Bressuire ↔ Cholet                  | AVS 1000                  |
| 12                        | Niort ↔ Parthenay                               | HM Voyages                |
| 14                        | Bressuire ↔ Cholet                              | AVS 1000                  |
| 15                        | Coulonges sur l'Autize ↔ Niort                  | Voyages Devault           |
| 16                        | Saint Maixent l'École ↔ Niort                   | CASA                      |
| 17                        | Chef Boutonne ↔ Melle ↔ Niort                   | CITRAM Poitou Charentes   |
| 18                        | Niort ↔ Sauzé-Vaussais                          | Voyages Baudin            |
| 19 (à partir de fin 2007) | Mauléon ↔ Cerizay ↔ Bressuire ↔ Niort           | SCODEC / Voyages Bertrand |
| 30                        | Argenton Château ↔ Thouars                      | SCODEC                    |
| 31                        | Bouillé Loretz ↔ Thouars                        | Cars Rousselot            |
| 32                        | Thouars ↔ Poitiers                              | Cars Rousselot            |
| 40                        | Le Busseau ↔ Moncoutant ↔ Bressuire             | Voyages Bertrand          |
| 41                        | Cerizay ↔ Bressuire                             | SCODEC                    |
| 42                        | Nueil les Aubiers ↔ Bressuire                   | AVS 1000                  |
| 43                        | Argenton Château ↔ Bressuire                    | SCODEC                    |
| 50                        | Secondigny ↔ Parthenay                          | Rapides Gâtinais          |
| 51                        | Thénezay ↔ Parthenay                            | HM Voyages                |
| 52                        | Saint Maixent l'École ↔ Parthenay               | Voyages Chargelègue       |
| 60                        | Sainte Ouenne ↔ Niort                           | Rapides Gâtinais          |
| 61                        | Saint Gelais ↔ Echiré ↔ Niort                   | HM Voyages                |

### 2013: troisième renouvellement du marché
En 2012, le parc R.D.S. comptait 6 cars équipés pour le transport adapté aux élèves en situation de handicap.
Le second renouvellement du marché aurait dû se passer en 2012, mais il a été décalé en 2013. Cette année là, le réseau RDS a préparé un nouveau plan de réseau, de nouveaux services et des nouveaux cars de lignes neufs, tout ça à partir de l'année scolaire 2013/2014.
Au total, 25 cars de lignes neufs ont été achetés au mois d'août 2013, dont 16 Irisbus Crossway ; 6 Fast Starter et 3 Man Lion's Regio. Des cars scolaires neufs ont également été achetés pour les transports scolaires du département, et en tout, 63 cars neufs ont été achetés en été 2013.
En septembre 2013, le parc R.D.S. comptait 35 cars équipés pour le transport adapté aux élèves en situation de handicap.
Les exploitants des lignes régulières R.D.S. pendant la période de l'été 2013 à l'été 2020 étant : CASA Autocars, HM Voyages, Voyages Goujeau, Voyages Bertrand, Voyages Devault (entreprise absorbée par les Rapides Gâtinais en 2017), Cars Rousselot, Voyages Baudin, SCODEC et Hervouet France.

### 2019: vers le réseau «Nouvelle Aquitaine»
À la suite du redécoupage des régions, la mission de transport de voyageurs des différents départements français a été confiée aux nouvelles régions. En 2019, une nouvelle découpe est ainsi créée pour plusieurs régions, dont la Nouvelle Aquitaine, et celle-ci arborera ainsi dès septembre 2019 la plupart des autocars de transports régulier du département, hormis ceux circulant sur l'agglomération de Niort et de Bressuire, qui eux fonctionnent avec leurs propres réseaux.
La livrée Nouvelle Aquitaine est principalement composée de rouge. À l'avant, des traces rouges rappelant le blason sont installées de part et d'autre du logo de l'autocar, et on retrouve le lion tiré du blason régional sur les côtés du car. À l'arrière, ce même blason est reproduit en rouge, avec diverses informations telles que le site internet du réseau.
Il existe une variante de la décoration, pour les autocars scolaires.

### 2020: quatrième renouvellement du marché
Le prochain renouvellement du marché (obligatoire tous les 7 ans) a eu lieu en 2020. Les derniers cars du réseau RDS à proprement parler disparaissent, puisque dorénavant tous les cars scolaires et de ligne du département sont aux couleurs de la région, sauf pour les agglomérations de Niort (réseau Tanlib) et Bressuire (réseau Tréma), qui ont leur propre livrée.

## État de parc R.D.S. actuel
Les exploitants de ces autocars sont : HM Voyages, SCODEC, Voyages Bertrand, Rapides Gâtinais (dont Devault), CASA Autocars, Hervouet France, Cars Rousselot et Voyages Goujeau.
| Marque et modèle  | Nombre de véhicules | Année de mise en service | Exploitant |
| ----------------- | ------------------- | ------------------------ | --- |
| Irisbus Crossway  | 7                   | 2011 et 2013             | 2 chez Voyages BAUDIN 2 chez SCODEC 1 chez Voyages BERTRAND 2 chez Rapides Gâtinais/Voyages DEVAULT |
| Iveco Crossway    | 14                  | 2014, 2015, 2017 et 2018 | 9 chez HM Voyages 2 chez CASA Autocars 1 chez Rapides Gâtinais/Voyages DEVAULT 1 chez SCODEC 1 chez Voyages GOUJEAU |
| Fast Starter      | 6                   | 2013                     | 6 chez HERVOUET |
| Man Lion's Regio  | 2                   | 2013                     | 2 chez Voyages GOUJEAU |
| Irisbus Arway     | 2                   | 2006 et 2008             | 1 chez SCODEC 1 chez Cars ROUSSELOT |
| Mercedes Intouro  | 1                   | 2011                     | 1 chez Cars ROUSSELOT |
| Setra S415UL      | 1                   | 2008                     | 1 chez Rapides Gâtinais /Voyages DEVAULT |
| Mercedes Sprinter | 1                   |                          | 1 chez Cars ROUSSELOT |
| Renault Trafic    | 1                   | 2013                     | 1 chez HM Voyages |
| TOTAL             | 34 cars + 1 minibus | 2006 à 2018              | 9 cars + 1 minibus chez HM Voyages 6 cars chez HERVOUET 4 cars chez SCODEC 4 cars chez Rapides Gâtinais /Voyages DEVAULT 3 cars chez Voyages GOUJEAU 3 cars chez Cars ROUSSELOT 2 cars chez CASA Autocars 2 cars chez Voyages BAUDIN 1 car chez Voyages BERTRAND |

## Lignes régulières
Le réseau des Deux-Sèvres est formé de 21 lignes régulières.

### Les lignes de 10 à 19
| No  | Parcours                                                   | Transporteur 2013-2020                  | Transporteur 2020-2026 |
| --- | ---------------------------------------------------------- | --------------------------------------- | ---------------------- |
| 102 | Thouars ↔ Parthenay                                        | HM Voyages                              | ALLIANCE ATLANTIQUE    |
| 100 | Bressuire ↔ Parthenay                                      | Hervouet France                         | /                      |
| 100 | Bressuire ↔ Parthenay ↔ Poitiers                           | /                                       | ALLIANCE ATLANTIQUE    |
| 146 | Parthenay ↔ Niort                                          | HM Voyages                              | ALLIANCE ATLANTIQUE    |
| 145 | Bressuire ↔ Niort                                          | HM Voyages                              | ALLIANCE ATLANTIQUE    |
| 103 | Bressuire ↔ Cholet                                         | Hervouet France                         | ALLIANCE ATLANTIQUE    |
| 144 | Cerizay ↔ Coulonges sur l'Autize ↔ Niort (création : 2007) | Voyages Devault (R.G. à partir de 2017) | ALLIANCE ATLANTIQUE    |
| 147 | St Maixent l'École ↔ Niort                                 | CASA Autocars                           | ALLIANCE ATLANTIQUE    |
| 148 | Sauzé-Vaussais ↔ Niort                                     | Voyages Goujeau                         | Voyages Goujeau        |
| 149 | Chef-Boutonne ↔ Niort                                      | Voyages Baudin                          | ALLIANCE ATLANTIQUE    |
| 104 | Bressuire ↔ Thouars                                        | SCODEC                                  | SCODEC                 |

### Les lignes de 30 à 70
| No / N° Tréma | Parcours                           | Transporteur 2013-2020 | Transporteur 2020-2026 |
| ------------- | ---------------------------------- | ---------------------- | ---------------------- |
| 30            | Argentonnay ↔ Thouars              | SCODEC                 | ALLIANCE ATLANTIQUE    |
| 31            | Bouillé-Loretz ↔ Thouars           | Voyages Rousselot      | Voyages Rousselot      |
| 32            | Thouars ↔ Poitiers                 | Voyages Rousselot      | Hervouet France        |
| 40 / 4        | Montcoutant ↔ Bressuire            | Voyages Bertrand       | ALLIANCE ATLANTIQUE    |
| 41 / 5        | Cerizay ↔ Bressuire                | SCODEC                 | SCODEC                 |
| 42 / 7        | Nueil-les-Aubiers ↔ Bressuire      | Hervouet France        | Hervouet France        |
| 43 / 8        | Argentonnay ↔ Bressuire            | SCODEC                 | ALLIANCE ATLANTIQUE    |
| 50            | Secondigny ↔ Parthenay             | Rapides Gatinais       | ALLIANCE ATLANTIQUE    |
| 51            | Thénezay ↔ Parthenay               | HM Voyages             | ALLIANCE ATLANTIQUE    |
| 52            | St Maixent l'École ↔ Parthenay     | HM Voyages             | ALLIANCE ATLANTIQUE    |
| 60            | Surin ↔ Sainte-Ouenne ↔ Niort      | Rapides Gatinais       | /                      |
| 61            | St-Gelais ↔ Echire ↔ Niort         | /                      | /                      |
| 70            | Chef Boutonne ↔ St Saviol ↔ Civray | /                      | ALLIANCE ATLANTIQUE    |
| / 6           | Mauléon ↔ Bressuire                | /                      | Hervouet France        |

Au total, le réseau RDS compte 34 véhicules accessibles ou en finalisation d’équipement en 2015.
À compter du 1er septembre 2020, les lignes 40,41,42 et 43 sont organisées par l'AOM Agglomération du Bocage Bressuirais

## Transports scolaires
Le réseau des Deux-Sèvres est formé d'environ 550 circuits de transports scolaires et gère en parallèle les transports scolaires de la communauté d'agglomération du Bocage Bressuirais.